# 陈爱珠
陈爱珠（1970年9月—），浙江平阳人，汉族，中国民主建国会会员。中华人民共和国政治人物、第十三届全国人民代表大会浙江地区代表。

## 生平
2018年2月24日，当选为第十三届全国人大代表。